# Banksia praemorsa
Espèce
Classification phylogénétique
Banksia praemorsa est une espèce d'arbustes buissonnants du genre Banksia de la famille des Proteaceae. On le rencontre en petites populations isolées sur la côte sud d'Australie-Occidentale, entre Albany et Cape Riche. Les graines mettent 30 à 49 jours pour germer.